# Sumporovodik
Sumporovodik (zastario i pogrešan naziv vodikov sulfid, tzv. "plin smrdljivac", H2S) je bezbojan, vrlo otrovan plin, vonja na trula jaja.
Pojava sumporovodika je česta pogreška koja se proizvođačima vina događa u procesu vinifikacije. Najčešće se to zbiva u proizvodnji bijelih vina. Razlog pojave sumporovodika je nekorištenje selekcioniranih kvasaca, nedodavanje hrane za kvasac i neprozračivanje mošta tijekom vrenja. Mala je mogućnost pojave sumporovodika ispune li se ta tri uvjeta.

## Svojstva i osobine
Molekula sumporovodika (H2S) je oblikom slična molekuli vode, ali je polarnost molekule manja, jer je sumpor manje elektronegativan od kisika. Zato između molekula sumporovodika nema vodikovih veza.
Često se pojavljuje kod bakterijske razgradnje sumporovih spojeva bez nazočnosti kisika, na mjestima kao što su anoksični dijelovi sedimenta (more, jezera, močvare, itd.), kanalizacija i drugdje. Pojavljuje se i u sastavu vulkanskih plinova, prirodnog plina, kao i u nekim izvorima vode. Miris sumporovodika često se greškom zamjenjuje za miris elementarnog sumpora, koji nastaje od tragova sumporovog(IV) oksida zbog površinske oksidacije na zraku. Također, zamjenjuje se i za miris inače bezmirisnog metana.
Pri sobnoj temperaturi to je otrovan i zapaljiv plin bez boje, neugodna mirisa po pokvarenim (gnjilim) jajima. Na sreću, zbog vrlo neugodna mirisa, koji se osjeća u koncentracijama mnogo manjim od otrovnih, može ga se na vrijeme otkriti. Mirisom se može otkriti sumporovodik kojeg je volumni udio u zraku manji od 0,02 ppm. Sumporovodik anestetički djeluje na živac njuha, što može uzrokovati gubitak osjeta za miris. Letalna doza sumporovodika je 100ppm.
Topljiv je u vodi, pri čemu nastaje slaba sumporasta kiselina, koja tvori dvije vrste soli: hidrogensulfide i sulfide.
U redoks-reakcijama sumporovodik i sulfidi su uvijek redukcijska sredstva jer se mogu samo oksidirati. Poznati su neki i metalni sulfidi: HgS (crni), CdS (žuti), Sb2S3 (crveni) i ZnS (bijeli).

## Dobivanje i proizvodnja
Sporedni je proizvod pri dobivanju nafte, prirodnoga plina i koksa, pa se prerađuje u sumpor ili sumporov dioksid.
Sumporovodik se proizvodi izdvajanjem iz prirodnog plina, ako mu je koncentracija visoka. Može se proizvoditi i putem reakcije vodika i taline sumpora oko 450 °C, a umjesto vodika mogu se iskoristiti i neki ugljikovodici.
Bakterije koje reduciraju sulfate proizvode ga u normalnim uvjetima putem redukcije sulfata iz elementarnog sumpora.
U laboratoriju se sumporovodik može dobiti na razne načine:
1. Najčešće se dobiva u Kippovu aparatu zagrijavanjem željezova(II) sulfida s nekom jakom kiselinom (primjerice konc. klorovodične kiseline ili konc. sumporne kiseline).
FeS(s) + 2H+(aq) --> H2S(g) + Fe2+(aq)
2. Reakcija aluminijevog sulfida s vodom:
{\displaystyle \mathrm {3H_{2}O+Al_{2}S_{3}\longrightarrow 3H_{2}S+Al_{2}O_{3}} }
3. Sumporovodik se može dobiti djelovanjem svjetlosti na vodenu otopinu kadmijevog sulfida uz katalizator rutenijev dioksid. Smatra se da ova aplikacija može poslužiti kao jedna od metoda uklanjanja H2S iz nafte i u drugim industrijskim postupcima.
4. Hidroliza tioacetamida.
5. Zagrijavanjem sumpora u natrijevom lužini

## Nalazišta
Manje količine sumporovodika mogu se naći u sirovoj nafti, ali se u prirodnom plinu može naći i do 90%. Vulkani i neki izvori vrele vode (kao i izvori mineralne vode) mogu sadržavati određene količine H2S, gdje se vjerojatno javlja putem hidrolize sulfidnih minerala odnosno:
{\displaystyle \mathrm {MS+H_{2}O\longrightarrow MO+H_{2}S} }
gdje je MS - sulfidni mineral, a MO - oksid minerala
Oko 10% ukupnog globalnih ispuštanja spoja dolazi od ljudske aktivnosti. Zasigurno najveći industrijski zagađivač koji ga ispušta su naftne rafinerije: u postupku hidrodesulfurizacije oslobađa se sumpor iz nafte djelovanjem vodika. Nastali sumporovodik se pretvara u elementarni sumpor djelomičnim sagorijevanjem u Clausovom procesu. Taj je proces najveći izvor elementarnog sumpora za industriju. Drugi antropogeni izvori uključuju koksare, tvornice papira koje koriste sumpornu metodu i industriju kože. Sumporovodik se javlja gotovo uvijek kada elementarni sumpor dođe u doticaj s organskim materijalom, naročito pri višim temperaturama.
Sumporovodik se se ponekad javlja u prirodi u izvorskim vodama. U tim slučajevima za njegovo uklanjanje koristi se ozon. Druge metode uključuju filtriranje s manganovim(IV) oksidom. Obje metode oksidiraju sulfidne u sulfatne anione.

## Uporaba
Koristi se za dobivanje nekoliko organosulfidnih spojeva, između ostalih metantiola, etantiola i tioglikolne kiseline. U spoju s bazama alkalijskih metala, sumporovodik prelazi u alkalne hidrogensulfide i sulfide kao što su natrijev hidrogensulfid i natrijev sulfid, koji se rabe pri degradaciji biopolimera.

### Analitička kemija
Sumporovodik je poznat više od sto godina, kao reagens u klasičnoj kemijskoj analizi.
Sumporovodik ima veliku važnost i važan je reagens u analitičkoj kemiji jer s ionima nekih metala daje karakteristično obojene netopljive sulfide što omogućava njihovo dokazivanje. U ovim analizama teški metali se precipitiraju iz otopine u obliku taloga različitih boja.

### Ostala uporaba
Spoj se rabi pri odvajanju teške vode od obične vode putem Girdler-sulfidnog postupka.

## Otrovnost
Sumporovodik je izuzetno otrovan i zapaljiv. Teži je od zraka te se nakuplja pri dnu prostorija. Unatoč velikoj otrovnosti, većoj od otrovnosti cijanovodika, manje je opasan jer se isprva lako osjeti dok su mu koncentracije još preniske, međutim ima anestezirajući učinak na njušni živac, pa potencijalna žrtva uskoro gubi osjet mirisa. Za sigurno rukovanje plinom neophodno je pažljivo proučiti sigurnosne procedure i upozorenja.
Otrovnost mu je širokog spektra, a najveći utjecaj ima na živčani sustav. Stvara složene veze sa željezom u enzimima mitohondrijskim citokroma, te tako blokira vezanje kisika i stanično disanje. Premda se sumporovodik često nalazi u prirodnom okruženju, enzimi u organizmu s vremenom su razvili sposobnost njegovog neutraliziranja putem oksidacije u puno manje otrovne sulfate. Pored toga, manje koncentracije mogu se tolerirati u duljem vremenskom razdoblju. Pri određenim kritičnim razinama, djelovanje oksidativnih enzima može biti nedovoljno. Smatra se da je prag djelovanja otprilike oko 300-350 ppm. Brojni dojavljivači plina u postrojenjima, kanalizacijama i pogonima petrokemijske industrije aktiviraju se pri razini plina od 5-10 ppm, a mogu se postaviti do najviše 15 ppm.
Izlaganje niskim koncentracijama može izazvati iritaciju očiju, suho grlo i kašalj, kratak dah i nakupljanje tekućine u plućima. Ovi simptomi obično nestaju za nekoliko tjedana. Dugoročno izlaganje niskim koncentracijama može prouzrokovati umor, gubitak apetita, glavobolje, slabljenje pamćenja i slične simptome. Visoke koncentracije od oko 700-800 ppm mogu biti smrtonosne u vrlo kratkom roku.
Prag osjetljivosti njuha za sumporovodik iznosi oko 0,0047 ppm. Tu koncentraciju može osjetiti oko 50% osoba po karakterističnom mirisu na pokvarena jaja.
Sumporovodik se zbog svojih otrovnih svojstava koristio od strane Velike Britanije kao kemijsko oružje tijekom Prvog svjetskog rata. Nije se smatrao idealnim za korištenje u ratne svrhe, ali je zbog nedostatka drugih plinova iskorišten dva puta 1916. godine.